# GOOD COPY BAD COPY
Good Copy Bad Copy はインターネットやP2P、ファイル共有、音楽作成ソフト等の新しい技術が台頭する中で、著作権をとりまく環境に起きている変化や軋轢、これからの展望を取りあげたドキュメンタリーである。
Good Copy Bad Copyは「創造の危機」と題されるテーマを骨子とし、各方面へのインタビューを中心に展開される。色々な立場や国の法規制から見た「著作権」と「カルチャー」の現状を紹介しつつ、著作権や版権を持つ者と、それを二次的利用し別の新しいもの創造する者との間に着地点はあるのか、それとも対立か、というポイントを焦点としている。

## 監督
- アンドレアス・ジョンセン
- ラルフ・クリステンセン
- ヘンリキ・モルトケ

## 登場人物
- ガールトーク (GIRLTALK) ：DJ、プロデューサー
- ローレンス・フェラーラ (Dr. LAWRENCE FERRARA) ：ニューヨーク大学音楽学部長
- ポール・V・リカルシ (PAUL V LICALSI) ：弁護士
- ジェーン・ペトラー (JANE PETERER) ： ブリッジポート・ミュージック
- シヴァ・ヴァイディアナサン (Dr. SIVA VAIDHYANATHAN) ： ニューヨーク大学 文化コミュニケーション学部助教授
- DJ.デンジャーマウス (DJ. DANGER MOUSE) ：DJ、プロデューサー
- ダン・グリックマン (DAN GLICKMAN) ： MPAA（アメリカ映画業協会）CEO
- ANAKATA：パイレート・ベイ (the Pirate Bay)
- TIAMO：パイレート・ベイ (the Pirate Bay)
- リック・ファルクヴィンゲ(RICK FALKVINGE) ：海賊党
- ローレンス・レッシグ (LAWRENCE LESSIG) ： クリエイティブ・コモンズ
- ロナルド・レモス (RONALDO LEMOS) ：ブラジルFGV法学部教授
- チャールズ・イグウェ (CHARLES IGWE) ： 映画プロデューサー
- マヨ・アイララン (MAYO AYILARAN) ：ナイジェリア著作権協会
- オリビエ・チャスタン (OLIVIER CHASTAN) ：VPレコード
- ジョン・ケネディ (OHN KENNEDY) ：- IFPI（国際レコード連盟）会長
- シーラ・パールミュッター (SHIRA PERLMUTTER) ：IFPI国際法務部長
- ピーター・ジェンナー (PETER JENNER) ：シンシアマネジメント
- ジョン・バックマン (JOHN BUCKMAN) ： メガチューンレコード
- ベト・メトラルハ (BETO METRALHA) ：プロデューサー
- DJディンホ (DJ DINHO) ：チュビナンバ

## 内容
著作権に関する幾つかの事例に触れ、当事者やローレンス・レッシグら研究者や法律家へインタビューを行なっている。内容は大きく下記の5つに分けられる。
アーティスト、著作権専門家らへのインタビュー
最新のデジタル加工技術を駆使してリミックスを行なうガールトークやDJデンジャーマウスなどのアーティストへのインタビュー。著作権法は彼らの製作活動の障害となっているのか。ユーザー作成コンテンツや、マッシュアップされた音楽や映像カルチャーの最近の動きと、サンプリング、使用許可、著作権、「ブリッジポート・ディメンションフィルム」裁判の事例やDJデンジャー・マウスの「グレイアルバム」事例説明。
パイレート・ベイなど無料配信サーチエンジンとの軋轢
海賊版コンテンツ無料配信サイトパイレート・ベイへの強制捜査に関連してのインタビュー。MPAAとパイレート・ベイとの見解の違いや、国による法規制の違いにも触れ、モスクワの闇マーケットやスウェーデン海賊党についても触れている。
クリエイティブ・コモンズについて
ローレンス・レッシグの提唱するクリエイティブ・コモンズと著作権についての違いを説明。デジタル技術の発展に伴って容易となった二次利用について、著作権保持と著作権放棄の間にあり、ある程度の自由を許可する「ライセンス」という考え方についてローレンス本人が説明している。
ナイジェリア「ノリウッド」の事例
ノリウッドと呼ばれるナイジェリアのラゴスを中心としたナイジェリア映画業界を取りあげる。デジタルビデオやDVD形態での映画製作と大量生産に果たして著作権の基準は通用するのか。デジタル社会にマッチしたナイジェリア映画業界のビジネスモデルについてのインタビュー。
ブラジル「テクノブレガ」のビジネスモデル
既存音源をリミックス及びリワークし新しく作るというテクノブレガというジャンルとそのビジネスモデルについて。テクノブレガで作成されたCDそれ自体はもはや実際に収益があがるイベントへの広告・誘導にすぎないというブラジルのビジネスモデルを紹介しつつ、既存の音楽業界のビジネスモデルに疑問をなげかけている。

## 配信
もともとはデンマークの国立テレビの放送用に作製されたが、現在ではインターネット上で無料ダウンロードが可能となっている。無料ダウンロードをすることで著作権問題への興味を喚起し、また他の地域でも視聴を可能にしたいという制作者の意図である。
このドキュメンタリーは最初パイレート・ベイ上で配信され、その後クリエイティブ・コモンズの表示・非営利をライセンスし公式に配信されるようになった。 